# Meerscharbe
Die Meerscharbe (Urile pelagicus, Syn.: Phalacrocorax pelagicus) ist eine Vogelart aus der Gattung Urile innerhalb der Familie der Kormorane. Die schwarz gefärbte Art besiedelt die Küsten  des nördlichen Pazifik  und der nordamerikanischen Westküste bis Mexiko. Sie  brütet in kleinen, lockeren Kolonien und ernährt sich vorwiegend von Fischen und Krebsen. Die IUCN führt die Art als "nicht gefährdet".

## Aussehen
Meerscharben erreichen eine Kopf-Rumpf-Länge von 63 bis 76 Zentimetern und eine Flügelspannweite von maximal 101 Zentimetern.  Das Gewicht liegt zwischen 1474 und 2438 Gramm. Tiere der südlichen Unterart U. m. splendens sind kleiner und leichter als die der nördlichen Unterart. Zudem weist die Art einen leichten Geschlechtsdimorphismus auf, die Männchen sind durchschnittlich etwas größer als die Weibchen.
Adulte Vögel sind glänzend blauschwarz  gefiedert, Beine und Füße sind dunkelgrau gefärbt. Der graue Schnabel ist im Vergleich zu dem anderer Kormorane sehr schmal und kleiner als der der ansonsten sehr ähnlichen Rotgesichtscharbe. Vom Schnabelansatz bis um die Augen herum tragen Meerscharben nackte, rote Haut, die vor allem während der Brutzeit intensiv gefärbt ist. Brutvögel tragen zudem kurze Schöpfe auf Stirn und  Nacken sowie einige weiße Federn an Kopf und Hals. Auf den Flanken haben sie einen weißen Fleck. Nach der Brutzeit mausern die Tiere diese Federn und sind dann einheitlich schwarz gefärbt, auch die Schöpfe sind außerhalb der Brutzeit weniger stark ausgeprägt.  Die Iris hat eine hellblaue Farbe.
Jungvögel sind an Rücken und Hals dunkelbraun, an Bauch und Kehle hellbraun gefärbt.

## Verbreitung und Lebensraum

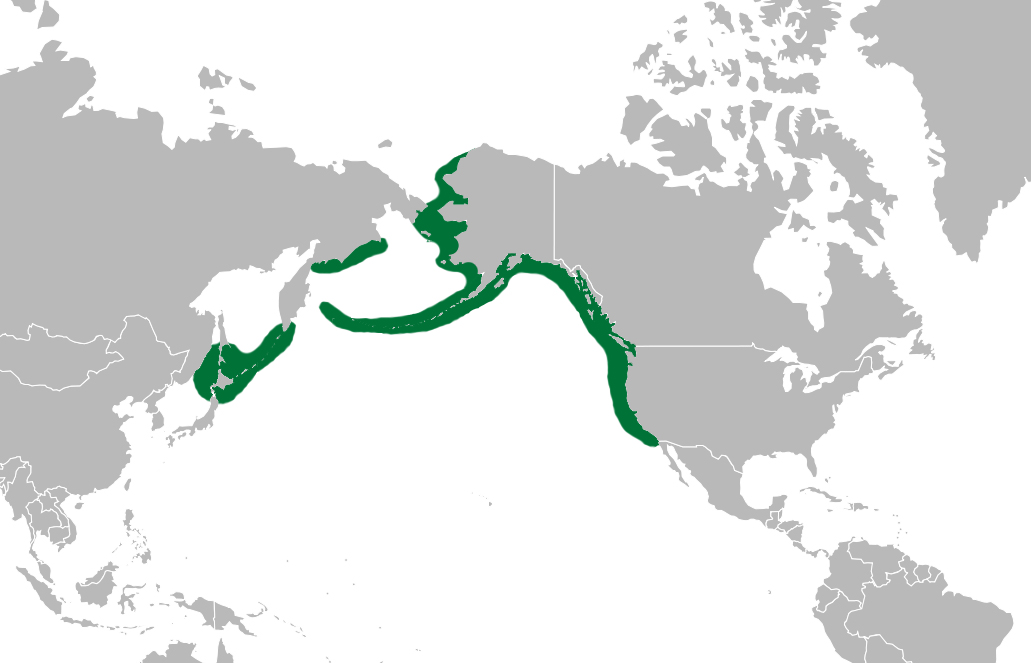
Brutgebiet der Meerscharbe

Das Verbreitungsgebiet der Meerscharbe erstreckt sich vom nördlichen Pazifik von Japan und Kamtschatka über die Aleuten entlang der Küste Alaskas bis hinunter nach Kalifornien. Besonders hohe Bestandsdichten werden im Bereich von Tangwäldern erreicht.
Die Art lebt marin und besiedelt vor allem Küstenabschnitte mit flachem Wasser, Flussmündungen und Buchten, meidet aber das Inland.  In Bereichen mit tieferem Wasser ist sie seltener anzutreffen.

## Nahrung
Hauptbestandteil der Nahrung sind kleine Fische und Krebse. Meerscharben bevorzugen Gewässer mit felsigem Untergrund  und Tangwälder für die Jagd. Wie alle Kormorane fängt die Art ihre Beute bevorzugt tauchend, indem sie sie unter Wasser schwimmend verfolgt und fängt.  Obwohl sie nur selten Schwarmfische jagt, handelt die Art gelegentlich opportunistisch und folgt Seevögeln, die einen Fischschwarm auseinandertreiben.
Da das Gefieder des Meerscharbe Wasser aufnimmt, muss es nach einem Tauchgang getrocknet werden. Wie die meisten Kormorane breitet die Art dazu ihre Flügel aus und lässt das Gefieder durch die Sonne oder Wind trocknen.

## Brutverhalten
Der Beginn der Brutzeit liegt zwischen Mai und Juni, die südliche Population beginnt wegen der günstigeren klimatischen Verhältnisse bereits früher mit der Brut. 
Die Art brütet in kleinen, lockeren Kolonien, oft gemeinsam mit anderen Seevogelarten. Bevorzugte Nistplätze sind Klippen und Felsvorsprünge, auf denen ein Nest aus  Algen, Gras und Stöcken errichtet wird. Dieses wird mit  Federn ausgepolstert und mit Exkrementen verfestigt. Da ein Nest jährlich neu genutzt und dabei stetig erweitert wird, kann es eine Höhe von mehreren Metern erreichen.
Es werden in der Regel drei bis vier Eier gelegt, aus denen nach eine Brutdauer von etwa 30 Tagen nackte Küken schlüpfen. Diesen wachsen nach einigen Tagen schwarze Daunen, bevor das Jugendkleid wächst. Im Durchschnitt werden drei Jungvögel einer Brut flügge, in Jahren mit gutem Nahrungsangebot überleben oft alle  Jungvögel.

## Zugverhalten
Die südliche Unterart ist ein Standvogel, es kommt lediglich  nach der Brutzeit zu Dismigration von Jungvögeln.  Die Population des nördlichen Pazifik zieht im Winter nach Süden bis nach Korea. Einzelvögel wurden bereits vor Hawaii gesichtet. Diese gelten jedoch als Ausnahmeerscheinungen.

## Systematik
Wie bei allen Kormoranen ist die genaue systematische Stellung der Art und die Anzahl ihrer Unterarten umstritten. Einige Wissenschaftler stellen die Art in die Gattung Stictocarbo, diese Ansicht ist jedoch nicht allgemein anerkannt. Es werden in der Regel zwei Unterarten unterschieden:
- Urile pelagicus pelagicus: Nördlicher Pazifik
- Urile pelagicus resplendens: British Columbia bis nordwestliches Mexiko

## Gefährdung und Schutz
Die IUCN führt die Art als "nicht gefährdet (least concern)". Die Art hat ein großes Verbreitungsgebiet und leidet weniger als andere Seevögel unter der Überfischung von Schwarmfischen wie Sardinen und Heringen. Die zahlreichen Kolonien liegen in oftmals wenig erschlossenen und unwirtlichen Gegenden und drohen daher nicht durch menschlichen Einfluss zerstört zu werden.